# Epsilon Draconis
Désignations
Epsilon Draconis (ε Dra, ε Draconis) est une étoile géante de la constellation du Dragon. Elle porte le nom traditionnel Tyl. Sa magnitude apparente est de 3,83.

## Nomenclature
Epsilon Draconis forme avec Delta Draconis (Altais), Pi Draconis et Rho Draconis un astérisme appelé Al Tāis, qui signifie « la chèvre ».
En chinois, 天廚 (Tiān Chú), signifiant la Cuisine céleste, fait référence à un astérisme constitué de Epsilon Draconis, Delta Draconis, Sigma Draconis, Rho Draconis, 64 Draconis et Pi Draconis. Par conséquent, Epsilon Draconis elle-même est appelée 天廚三 (Tiān Chú sān, la troisième étoile de la cuisine céleste).

## Visibilité
Avec une déclinaison supérieure à 70 degrés nord, Epsilon Draconis est principalement visible dans l'hémisphère nord, les zones australes situées au nord de 20° sud pouvant la voir juste au-dessus de l'horizon. L'étoile est circumpolaire dans toute l'Europe, la Chine, la plus grande partie de l'Inde et aussi sud que la pointe de la péninsule de Basse-Californie en Amérique du Nord, ainsi que dans d'autres zones du globe ayant une latitude supérieure à ± 20° nord. Puisque Epsilon Draconis a une magnitude apparente de presque 4,0, elle est aisément observable à l'œil nu tant que sa visibilité n'est pas altérée par la pollution lumineuse commune à la plupart des villes.
La meilleure période d'observation est le ciel du soir durant les mois d'été, quand la constellation du Dragon passe au méridien à minuit, mais étant donné sa nature circumpolaire dans l'hémisphère nord, elle est visible de la plupart des habitants du globe toute l'année.

## Caractéristiques
Epsilon Draconis est une géante jaune de type spectral G7IIIbFe-1, avec la notation « Fe-1 » qui indique que son spectre montre une sous-abondance en fer. Son rayon a été estimé à 10 rayons solaires et une masse de 2,7 masses solaires. Comparé à la plupart des étoiles de type G, Epsilon Draconis est une étoile relativement jeune avec un âge estimé d'environ 500 millions d'années. Comme la majorité des étoiles géantes, Epsilon Draconis tourne lentement sur elle-même avec une vitesse de rotation de 1,2 km/s, l'étoile mettant environ 420 jours pour faire une rotation complète.
En 2007, Floor van Leeuwen et son équipe ont mesuré une parallaxe corrigée de l'étoile de 22,04 ± 0,37 millisecondes d'arc, conduisant à une distance de 45,4 parsecs ou environ 148 années-lumière de la Terre. Avec une température de surface de 5 068 kelvins, des calculs théoriques[Lesquels ?] donnent une luminosité totale d'environ 60 fois la luminosité solaire.

## Système stellaire
Epsilon Draconis est résoluble en étoile double dans un télescope d'au moins 10 centimètres d'ouverture. La compagne a une magnitude apparente de 7,06 et elle est localisée à une distance angulaire de 3,2 secondes d'arc. C'est une étoile jaune-blanc de la séquence principale de type spectral F6V, orbitant à environ 130 unités astronomiques de la géante jaune[réf. nécessaire].